# Winckelmann-Denkmal

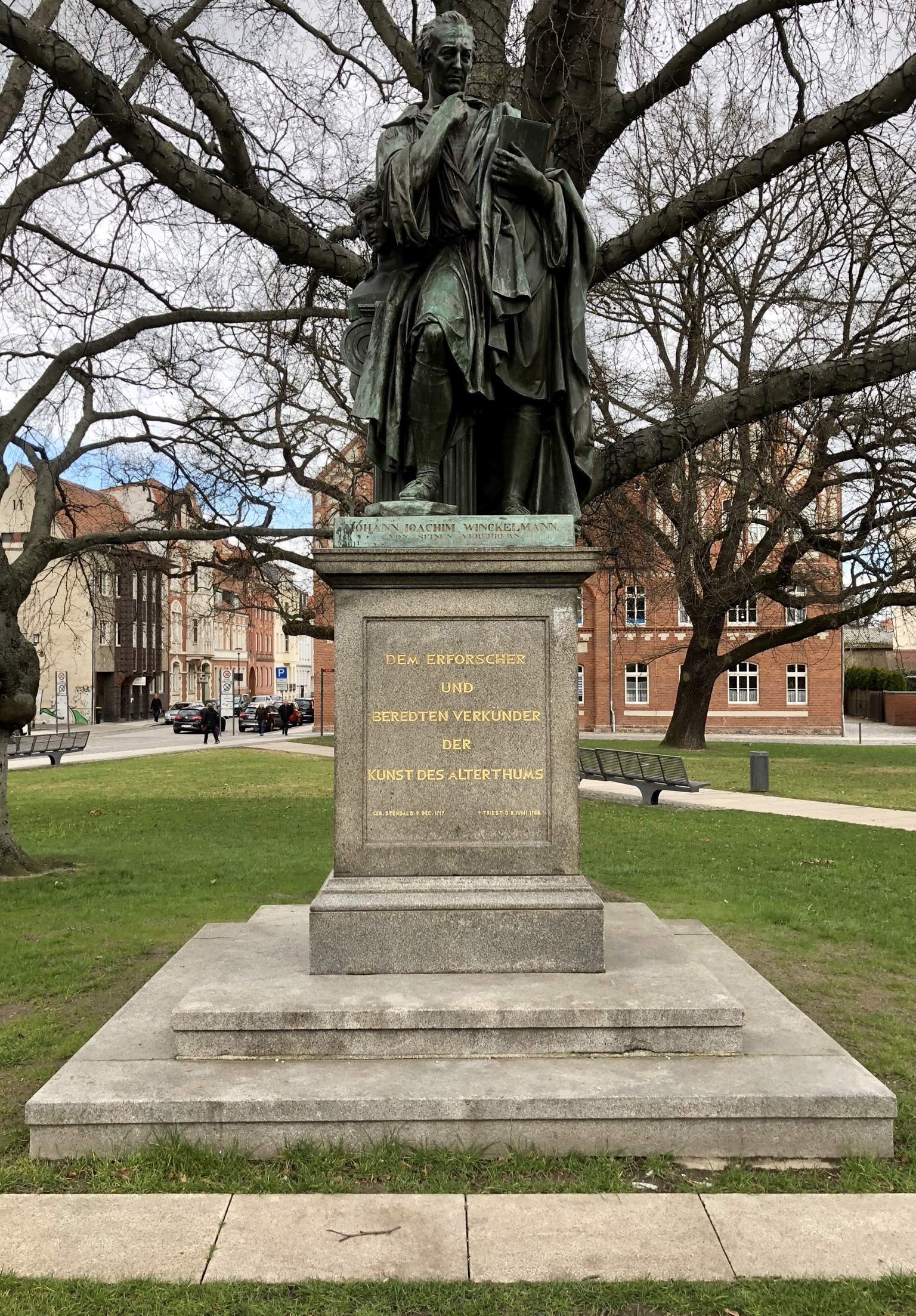
Winckelmann-Denkmal, 2019

Das Winckelmann-Denkmal ist ein geschütztes Denkmal des deutschen Archäologen und Schriftstellers Johann Joachim Winckelmann in Stendal in Sachsen-Anhalt. Es befindet sich im Zentrum des Winckelmannplatzes in der Stendaler Altstadt gegenüber der Sankt-Marien-Kirche.

## Gestaltung und Geschichte
Das im Stil des Spätklassizismus gestaltete Denkmal geht auf einen Entwurf von Ludwig Wichmann aus dem Jahr 1843 zurück und wurde nach einer längeren Planungszeit zwischen 1846 und 1859 errichtet. Die Winckelmann darstellende Bronzeskulptur steht auf einem hohen steinernen Sockel. Zeitgleich mit der Einweihung des Denkmals im Jahr 1859 erhielt der Platz den Namen Winckelmannplatz.
Am Fuß der Skulptur befindet sich die Inschrift:
JOHANN JOACHIM WINCKELMANN

VON SEINEN VEREHRERN

Auf dem Sockel ist als weitere Widmung vermerkt:
DEM ERFORSCHER

UND

BEREDTEN VERKÜNDER

DER

KUNST DES ALTERTHUMS

GEB. STENDAL D. 9. DEC. 1717 † TRIEST 8. JUNI 1768

Im örtlichen Denkmalverzeichnis ist das Denkmal unter der Erfassungsnummer 094 18306 als Baudenkmal verzeichnet.